# Бишевићи
Бишевићи су насељено мјесто у општини Рудо, Република Српска, БиХ. Према попису становништва из 1991. у насељу је живјело 102 становника.

## Становништво
| Националност       | 1991.       | 1981. | 1971. |
| Срби               | 13 (12,75%) |       |       |
| Муслимани          | 88 (86,27%) |       |       |
| Хрвати             | 0           |       |       |
| Југословени        | 1 (0,98%)   |       |       |
| остали и непознато |             |       |       |
| Укупно             | 102         | '     | '     |

1. ↑  Муслимани се данас изјашњавају као Бошњаци.